# Свидетели Иеговы на Украине
Свидетели Иеговы на Украине имеют официальную регистрацию в качестве религиозной организации с 28 февраля 1991 года. Управленческий центр находится в пгт. Брюховичи Львовской области.

## Численность
Численность свидетелей Иеговы на Украине в 2000 году насчитывала 112720 человек. В 2007 году озвучивалась цифра в 140 тыс. свидетелей Иеговы Украины, которая подтверждалась и в 2011 году. В 2013 году озвучивалась цифра в 151 тыс.

## История

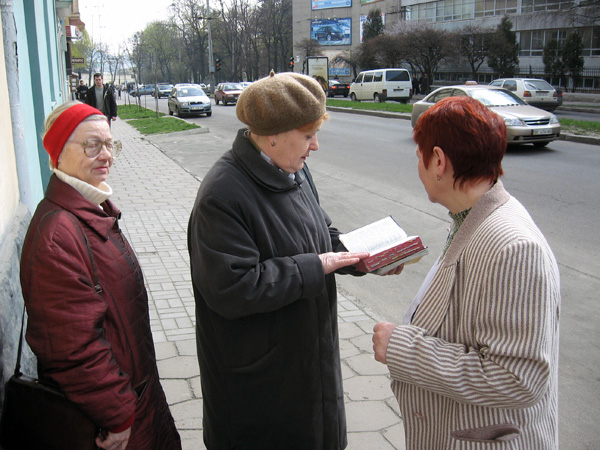
Проповедническая деятельность свидетелей Иеговы во Львове.

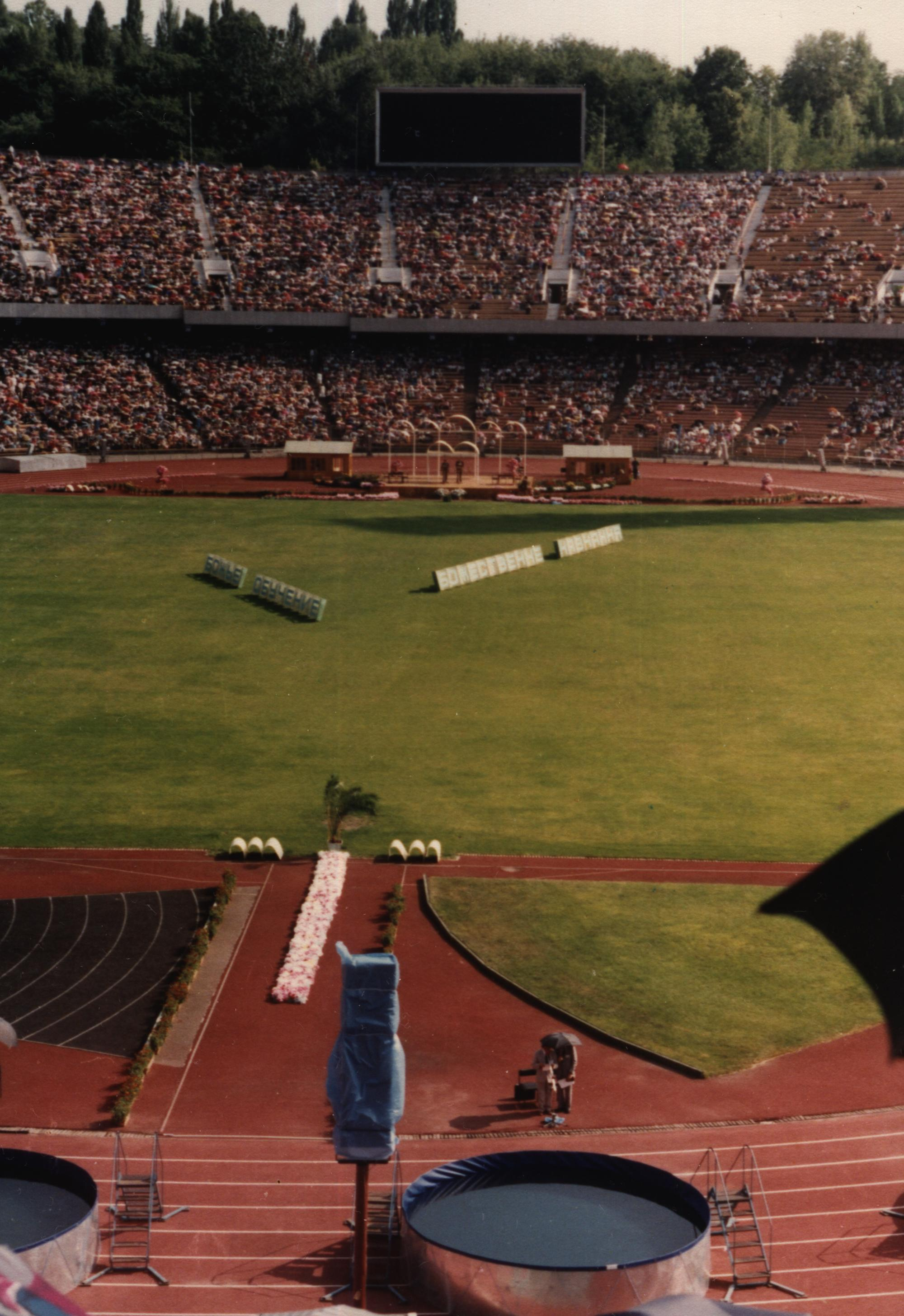
В 1993 в Киеве проводились международные конгрессы свидетелей Иеговы.

История свидетелей Иеговы на Украине началась ещё в дореволюционный период, когда Чарльз Рассел выступил в 1911 с проповедью в австро-венгерском Львове. Первый исторический конгресс из 150 свидетелей Иеговы на территории Украины (Закарпатье под юрисдикцией Венгрии) состоялся в 1926 году, хотя они тогда назывались иначе. В советский период Украина стала региональным центром свидетелей Иеговы, поскольку здесь проживало до 70 % свидетелей Иеговы в СССР. Первое масштабное гонение на свидетелей Иеговы в СССР было зафиксировано в 1951, когда из западной Украины в Сибирь было выслано 6000 свидетелей Иеговы. К 1991 году их число по данным официальной статистики достигало 20 тыс. свидетелей Иеговы, объединённых в 191 региональную организацию.
В 1993 и 2003 в Киеве проводились международные конгрессы свидетелей Иеговы.
31 мая 2008 году во Львове на арендованном стадионе собралось 30 тыс. активистов со всей Украины, которые представляли 1544 общины. 6-8 июля 2012 года во Львове свидетели Иеговы в очередной раз для всеукраинского конгресса арендовали стадион «Арена-Львов», но уже на 15 тыс. активистов
В 2015 году Высший специализированный суд Украины подтвердил, что граждане, отказывающиеся от военной службы по убеждениям, имеют право на альтернативную службу даже во время гражданских беспорядков и военных действий.
8 сентября 2016 года Конституционный суд Украины поддержал право на свободу мирных собраний без вмешательства со стороны властей. Суд признал неправомерной ту часть закона Украины «О свободе совести и религиозных организациях» от 1991 года, согласно которой религиозные организации должны получать разрешение властей на проведение религиозных встреч в арендованных помещениях. Конституционный суд постановил, что это ограничение нарушает гарантированное конституцией право на свободу мирных собраний.

## Активность в регионах
Помимо Киева и Львова активность свидетелей Иеговы наблюдается и в других регионах Украины. Около 10 тыс. активистов собирают региональные конгрессы в Харькове, 12 тыс. в Донецке (до 2014 года), 7 тыс. в Луганске, 5 тыс. в Кременчуге в 2010 и 3 тыс. в 2011, 2.5 тыc. в Житомире

## Преследования
Свидетели Иеговы на Украине подвергаются травле в СМИ за якобы «стремление контролировать личную жизнь своих адептов», при этом часто называются тоталитарной сектой и деструктивным культом. В 2013 году Комитет по правам человека ООН призвал украинские власти оказать сопротивление языку вражды, применяемому по отношению к свидетелям Иеговы и другим меньшинствам.
В конце 2010-х годов, Свидетели Иеговы подвергались преследованию со стороны таких праворадикальных организаций, как всеукраинская организация «Тризуб».
Председатель Тернопольской ОГА Валентин Хоптян своим распоряжением прекратил деятельность религиозной общины свидетелей Иеговы Тернополя (Новый Мир). В документе говорится, что согласно статье 16 Закона Украины «О свободе совести и религиозных организациях», руководствуясь решением общего собрания религиозной общины свидетелей Иеговы г. Тернополя (Новый Мир), протокол от 3 октября 2012 № 9, которым приостановлена деятельность религиозной общины свидетелей Иеговы Тернополя (Новый Мир) признать утратившим силу пункт 5 распоряжения председателя областной государственной администрации от 23 июля 1996 года № 299 «О регистрации уставов религиозных общин населенных пунктов области». Однако по состоянию на май 2022 года все остальные Залы царства свидетелей Иеговы в Тернополе продолжают свою деятельность.

## Преследования на территориях, аннексированных Россией

### Луганская и Донецкая Народные Республики
Согласно законодательству Украины, территория Донецкой области, контролируемая ДНР, а также Луганской области, контролируемая ЛНР, считается временно оккупированной территорией Украины. Поскольку с самого начала существования эти самопровозглашённые государства начали копировать законодательную базу России, то по аналогии с запретом свидетелей Иеговы в РФ, в 2017—2018 годах деятельность организации была запрещена на территории ДНР и ЛНР, а сама она была объявлена экстремистской. Все Залы царства были конфискованы силовыми формированиями республик. 30 мая 2018 года один из Залов царства сгорел в Луганске. Граждан, у которых обнаруживают литературу свидетелей Иеговы, задерживают.
Помимо свидетелей Иеговы, под преследование властей республик попали протестантские организации: пятидесятническая церковь «Преображение Господне», церкви «Христос есть ответ», «Благая весть» и многие другие. Представители этих религиозных общин, покинувшие неподконтрольные территории, рассказывают о нападениях и задержаниях пасторов их общин и конфискации имущества. Печальную известность получило убийство предположительно бойцами батальона «Русская православная армия» Народного ополчения Донбасса четверых членов пятидесятнической церкви «Преображение Господне» в Славянске. В Донецке сепаратисты отняли у мормонов здание, построенное за средства общины, и разместили там местный ЗАГС, в другом здании был размещён «русский дом».
После аннексии данных территорий Россией в 2022 году, запрет на деятельность религиозной организации продолжился.

### Республика Крым и Севастополь
Поскольку республика Крым и Севастополь с 2014 года аннексированы РФ, то деятельность свидетелей Иеговы в Крыму с 20 апреля 2017 года запрещена.

### Отдельные районы Херсонской и Запорожской областей
В ходе российского вторжения в 2022 году, Россия объявила Херсонскую и Запорожскую области частью РФ. На той части областей, которая контролируется Россией, проводится аналогичная политика по запрету деятельности свидетелей Иеговы: религиозные собрания свидетелей запрещаются, имущество конфисковывается.